# جیفونه
جیفونه (به ایتالیایی: Giffone) یک کومونه در ایتالیا است که در استان رجیو کالابریا واقع شده‌است.

## خصوصیات
جیفونه ۱۴٫۵ کیلومترمربع مساحت و ۲٬۱۵۴ نفر جمعیت دارد.